# Устав Српске православне цркве
Устав Српске православне цркве је основни црквеноправни акт у Српској православној цркви.

## Историја
Први и једини Устав Српске православне цркве је донесен 16. новембра 1931. Двије године раније усвојен је Закон о Српској православној цркви. Такође, и избор српског патријарха био је прописан државним Законом о избору патријарха Српске православне цркве.
Двије године након завршетка Другог свјетског рата (1947) и након промјена у односима Цркве према држави, Свети архијерејски сабор Српске православне цркве је учинио измјене и допуне у Уставу, обнародоване по први пут у „Гласнику”, службеном листу Српске патријаршије. Друго издање Устава је обнародовано 1957.
Устав је од тада више пута мијењан уставним одлукама Светог архијерејског сабора ради што успјешнијег остваривања мисије Цркве. Наиме, црквени устав не треба поистовјећивати са државним уставом и дефинисати га као највиши општи правни акт у Цркви. Свети архијерејски сабор доноси одлуке у организационом погледу и свака таква одлука аутоматски значи измјену или допуну важећег Устава. За доношење таквих одлука није потребна чак ни двотрећинска већина. Дана 2. јула 2012. одржана је конститутивна сједница Комисије Светог архијерејског сабора за ревизију Устава Српске православне цркве, која је формирана 16. јуна 2011. на челу са митрополитом црногорско-приморским Амфилохијем (Радовићем) као предсједником. Њен задатак је да сабере и систематизује све одлуке Светог архијерејског сабора уставног карактера из претходног периода како би на адекватан начин биле унијете у нови Устав.
Осим Устава Српске православне цркве, унутар Српске православне цркве постоје и други општи црквеноправни акти којима се на основу канонског предања уређују унутрашња организациона питања: Устав Митрополије аустралијско-новозеландске, Устав Српске православне цркве у Сјеверној и Јужној Америци, Статут Епархије канадске, Статут Епархије темишварске, као и Устав Православне охридске архиепископије.

## Одредбе
По Уставу, црквена власт је духовна, црквенодисциплинска и црквеносудска и канонски припада само јерархији. Јерархија црквену власт врши преко својих представника и органа. Епископска власт у заједници са свештенством и народом преко својих представника и органа, уређује и управља пословима имовинским, задужбинским (закладним), фондовским, као и другим пословима предвиђеним Уставом.
Уставом је прописано да је устројство Српске православне цркве црквено-јерархијско и црквено-самоуправно. Постоје сљедеће црквене власти, тијела и органи:
- патријарх, Свети архијерејски сабор и Свети архијерејски синод, Велики црквени суд, Патријаршијски управни одбор;
- епархијски архијереј, епархијски црквени суд, епархијски савјет, епархијски управни одбор;
- архијерејски намјесник;
- парох;
- црквеноопштински савјет, црквеноопштински управни одбор;
- настојатељ и братство манастира.

Српска православна црква је епископална, њена главна административна подјела је на епархије како у црквено-јерархијском тако и у црквено-самоуправном погледу. Епархије се даље дијеле на архијерејска намјесништва од којих се свако састоји из неколико црквених општина и парохија. Парохија је најмања јединица у црквеној организацији. То је заједница вјерника која се окупља на светој литургији коју води парохијски свештеник.